# جنجال‌ها و حواشی جی‌تی‌ای ۵
اتومبیل‌دزدی بزرگ ۵ یک بازی ویدیویی جهان باز، اکشن و ماجراجویی است که توسط راک‌استار نورث ساخته و توسط راک‌استار گیمز منتشر شد. پس از انتشار بازی برای پلی‌استیشن ۳ و ایکس‌باکس ۳۶۰ در ۱۷ سپتامبر ۲۰۱۳، بحث‌های مربوط به خشونت و نحوه به تصویر کشیدن زنان را ایجاد کرد. مأموریتی که بازیکنان را ملزم می‌کند از تجهیزات شکنجه در بازجویی گروگانگیر استفاده کنند، مورد انتقاد سیاستمداران و گروه‌های خیریه ضد شکنجه قرار گرفت. این بازی مورد بحث و گفتگوی گسترده آنلاین درمورد به تصویر کشیدن زنان نیز قرار گرفت، به ویژه در پی واکنش شدید علیه کارولین پتی، روزنامه‌نگار گیم‌اسپات، پس از آنکه این او در گزارش نقد ادعا کرد بازی زن ستیزی را به تصویر می‌کشد. پس از انتشار این گزارش، صفحه وب بررسی این روزنامه‌نگار بیش از ۲۰ هزار نظر عمدتاً منفی دریافت کرد، بسیاری از روزنامه نگاران از حق اظهار نظر وی دفاع کردند و از خصومت جامعه بازی در برابر انتقادات ابراز تاسف کردند. کارن گراوانو شخصیت تلویزیونی و لیندزی لوهان بازیگر آمریکایی، هردو با این ادعا که شخصیت‌های بازی بر اساس شباهت‌هایشان ساخته شده‌اند، علیه راکستار شکایت کردند. فروشگاه استرالیایی زنجیره ای تارگت به دنبال دادخواست سایت Change.org که ادعا می‌کرد این عنوان «بازیکنان را به ارتکاب خشونت جنسی و کشتن زنان ترغیب می‌کند» بازی را از ۳۰۰ فروشگاه خود بیرون کشید.

## به تصویر کشیدن شکنجه

مأموریت "By the Book" شامل مواردی است که در آن بازیکنان از روش‌های شکنجه از جمله القای حس غرق‌شدن برای بازجویی از یک مرد استفاده می‌کنند. روزنامه نگاران عملکرد این مأموریت را به عنوان تفسیر سیاسی ذکر کردند، اما برخی احساس کردند که استفاده از شکنجه بد ذائقه است.

مأموریتی به اسم "By the Book" باعث ایجاد بحث و جنجال از سوی بازرسان و مفسران بخاطر به تصویر کشیدن شکنجه شد. در این مأموریت، شخصیت اصلی ترور فیلیپس از فردی به نام «آقای کی» (Ferdinand "Mr. K" Kerimov) بازجویی می‌کند تا اطلاعات مربوط به فردی آذربایجانی را که تصور می‌شود با تروریست‌ها در ارتباط است و عامل تهدید FIB (دفتر تحقیقات فدرال، نسخه FBI در بازی) است را استخراج کند. ترور از روش‌های شکنجه مانند شوک الکتریکی، از بین بردن دندان‌ها با انبردست، زدن آچار شلاقی به قربانی و تخته آب (القای حس غرق‌شدن) بر روی مرد استفاده می‌کند. هنگامی که آقای کی اطلاعات را در اختیار FIB قرار می‌دهد، از ترور خواسته می‌شود تا او را بکشد، اما در عوض او را به فرودگاه می‌رساند و فرصتی برای فرار وی فراهم می‌کند. در حین رانندگی و رساندن آقای کی به فرودگاه، ترور درمورد عدم تأثیر شکنجه صحبت می‌کند و به آمادگی آقای کی برای ارائه اطلاعات FIB بدون شکنجه اشاره می‌کند و ابراز می‌کند که شکنجه به عنوان یک بازی قدرت «برای ادعای خودمان» مورد استفاده قرار می‌گیرد.
منتقدان بازگو کردند که این مأموریت به عنوان کنایه سیاسی به «استفاده از شکنجه توسط دولت ایالات متحده» قرار داده شد، ولی استفاده از شکنجه در بازی طعم نامطلوبی داشت. منتقد سایت پولیگان به اسم کریس پلنتی اظهار داشت: «دیالوگ‌ها در این قسمت جنبه خنده داری دارند ولی من احساس تهوع می‌کردم». کارولین پتی منتقد سایت گیم‌اسپات احساس کرد که قرار دادن صحنه شکنجه در متن مونولوگ، مانند یک ماشین تولید جنجال و بحث است. Tom Bramwell منتقد از یوروگیمر گفت این کنایه سیاسی تحت‌الشعاع خشونت‌آمیز قرار گرفته و آن را با مرحله «No Russian» ندای وظیفه: جنگاوری نوین ۲ مقایسه کرد. وی گفت که دوربین کلوزآپ و رویداد فوری این سکانس فراتر از خشونت نشان داده شده در بازی‌های قبل سری جی‌تی‌ای است. او این سکانس را فاقد زمینه کافی برای توجیه خشونت دانست.
کیت بست از آزادی از شکنجه گفت که سازنده راک‌استار نورث با مجبور کردن بازیکنان به نقش شکنجه گر «از یک خط عبور کرد». کیت واز، نماینده حزب کارگر انگلیس گفت که وی از خشونت مأموریت "متحیر" شده‌است و آلیسون شرات از انجمن مدرسان و سخنرانان گفت که والدین باید به دلیل گرافیک واقع گرایانه و خشونت، کودکان باید در مورد این بازی آگاه باشند. روزنامه‌نگار مستقل به نام تام چیک، از سکانس شکنجه دفاع کرد و نوشت که برخلاف مأموریت "No Russian" یا فیلم سی دقیقه پس از نیمه‌شب، کنایه سیاسی بازی در مورد شکنجه در مامورت "By the Book"محتوای خشونت‌آمیز را ضروری می‌کند. استیون آگ، بازیگر ترور فیلیپس، در مورد اجرای سکانس شکنجه، در پاسخ گفت که او مانند «یک روز دیگر در دفتر» با آن رفتار کرد و بیشتر از اینکه در مورد اخلاقی بودن سکانس درگیر باشد، روی اشتباه نکردن در هنگام فیلمبرداری تمرکز کرد. در نسخه‌های ژاپنی بازی، توالی شکنجه سانسور می‌شود.

## تصویرگری از زنان
برخی از منتقدان ادعا کردند که نحوه نشان دادن زنان در بازی زن ستیزانه (ضد زن) است. کریس پلانت از وبسایت پولیگان احساس کرد که شخصیت‌های مکمل زن بر اساس کلیشه‌ها ساخته شده و نوشت «رفتار این بازی با زنان، یادگاری از نسل فعلی» است. تاد مارتنز از لس آنجلس تایمز، نمایش هجوآمیز از زنان را غیرخلاقانه دانست و افزود که مضامین خشونت‌آمیز و جنسیتی به تجربه بازی لطمه می‌زند. مجله اج اشاره کرد که اگرچه «هر زن در بازی است، فقط برای تمسخر، اذیت شدن یا خندیدن وجود دارد.»، اما شخصیت‌های اصلی یعنی همه مردها را از طریق گرایش‌های کلیشه ای خود به خشونت با همان شیوه رفتار می‌کند. دیو کوک از سایت VG247 این احساس را که شخصیت‌های زن بر اساس کلیشه‌ها ساخته شده‌اند، تقویت کرد.
سم هوسر، بنیانگذار راکستار گیمز، احساس کرد که تیم سازنده گاهی از تصویر زنان در بازی‌های اتومبیل‌دزدی بزرگ چشم پوشی می‌کنند، اما وزن شخصیت زنان نسبت به شخصیت‌های مرد «متناسب با داستانی است که می‌خواستیم تعریف کنیم». برادر وی، دن هوسر، سرپرست نویسنده راک استار و معاون بخش خلاقیت شرکت، در مصاحبه ای به این انتقادات اشاره کرد و گفت: " که نامناسب است؟ فکر نمی‌کنم ما اصلاً از بدرفتاری با زنان لذت ببریم. من فقط فکر می‌کنم در جهانی که ما در اتومبیل‌دزدی بزرگ نمایندگی می‌کنیم، مناسب است. "
Carolyn Petit (کارولین پتی) منتقد سایت گیم‌اسپات در بررسی خود احساس کرد که جنبه‌های زن ستیزانه ای در رفتار با زنان وجود دارد که به عنوان «استریپرها، روسپی‌ها، همسران با رنج طولانی مدت، دوست دخترهای بی شوخ و احمقانه، فمینیست‌های عصر جدید» در بازی به تصویر کشیده شده و نیت طنزآمیز بازی که بسیاری آن را پذیرفته بودند، مورد انتقاد قرار داد. گزارش نقد وی با واکنش گسترده‌ای روبرو شد زیرا کاربران با ۲۰۰۰۰ نظر عمدتاً منفی در صفحه وب و دادخواست برای جمع‌آوری امضا در سایت Change.org جهت اخراج وی، به نقد پاسخ دادند. اظهارات پتی و واکنش‌های شدید علیه آنها بحث گسترده‌تری در مورد نقش زنان در اتومبیل‌دزدی بزرگ ۵ و خصومت جامعه بازی‌ها نسبت به انتقادات را در پی داشت. هلن لوئیس از روزنامه گاردین خاطرنشان کرد که انتقادات پتی معتبر بودند، اما توسط گیمرهایی که «نسبت به انتقادها بسیار حساس» شده‌اند، به او برچسب انگ زده شد. تام هاگینز از روزنامه دیلی تلگراف نوشت که واکنش زن ستیزانه علیه پتی به مخاطبینی بستگی داشت که عادت کرده بودند که زنان در این بازی «سطحی و حاشیه ای» باشند. Rob Fahey از سایت GamesIndustry.biz نوشت که اگر گیمرهای ناخوشایند با انتقاد مخالفت کنند، بحث در مورد نگرانی‌های موضوعی بازی‌ها برانگیخته می‌شود و می‌نویسد، "این فقط در مورد زنان نیست -این فرصت را برای هر کدام از ما برای داشتن بحث‌های هوشمندانه و جالب از بین می‌برد در مورد نحوه برخورد ما با … موضوعات پیچیده. . . . . ناامیدکننده است، احمقانه است، و کاملاً کسل کننده است- و این باعث می‌شود که بازی‌های ما احمقانه و خسته کننده هم شوند ". روزنامه‌نگار به اسم تام بیسل «موقعیت قابل دفاع» پتی را متذکر شد و نوشت که گیمرها نسبت به طرفداران سایر رسانه‌های سرگرمی با انتقاد بیشتری به انتقادات بازی پاسخ می‌دهند. پس از یک سال از انتشار بررسی او، پتی در وبلاگ شخصی خودش نوشت که «متوسط گیمرهای دگرجنس‌گرایی» به احتمال زیاد مخالفت هرگونه انتقاد سیاسی و اجتماعی از بازی‌های ویدئویی به دلیل عنوان اتومبیل‌دزدی بزرگ ۵ هستند. وی اظهار داشت که "مردان سفیدپوست دگرجنس‌گرا" در مجامع آنلاین، زنان، اقوام مختلف و جامعه دگرباشان جنسی را به حاشیه می‌برند، و کسانی که به آنها حمله می‌کنند، همراه با " مبارز عدالت اجتماعی " و مفهوم انتقادات مشابه "نمی‌توانند" در کفش افرادی متفاوت از خودشان قدم برگذارند.

به دنبال نگرانی‌هایی که در مورد تصاویر خشونت‌آمیز آن از زنان ایجاد شده بود، فروشگاه زنجیره ای استرالیایی Target این بازی را از قفسه‌های خود خارج کرد.

در دسامبر ۲۰۱۴، فروشگاه بزرگ استرالیایی Target پس از شکایت مشتریان در مورد «به تصویر کشیدن خشونت علیه زنان» و دادخواست جمع‌آوری امضاء در Change.org که بیش از ۴۰٬۰۰۰ امضا جمع کرد، این بازی را از ۳۰۰ فروشگاه خود حذف کرد. در بیانیه عمومی، مدیر امور شرکت تارگت، جیم کوپر گفت که این تصمیم در پی «نگرانی گسترده جامعه و مشتری در مورد بازی» گرفته شده‌است. در همان هفته، فروشگاه دیگری به اسم وسفرمرز، بازی را از قفسه‌ها بیرون کشید. اشتراوس زلنیک مدیر عامل تیک-تو اینتراکتیو علناً ابراز سرخوردگی این شرکت را از کشیدن بازی از خرده فروشان ابراز کرد و تأیید کرد که او «پشت محصولات ما، افرادی که آنها را تولید می‌کنند و مصرف کننده‌هایی که آنها را بازی می‌کنند، ایستاده‌است». Luke Reilly از سایت ای جی ان دادخواست Change.org را «اطلاعات گمراه کننده» خواند و اظهار داشت که شکایت آنان از انجام خشونت جنسی در بازی صحیح نیست. چون خشونت جنسی در بازی‌ها توسط هیئت طبقه‌بندی استرالیا ممنوع است، بنابراین بازی از رتبه‌بندی سنی رد می‌شود. Mark Serrels از سایت کوتاکو گفت که به تصویر کشیدن زنان ذاتاً مشکل آفرین است، و فروشگاه تارگت در راستای امتناع از تهیه بازی بازی موظف بود به پشتیبانی گسترده دادخواست پاسخ دهد. David Keogh از ای بی سی نیوز نوشت طبلِ راکستار به بحث و جدل بستگی دارد و «در اثر آتش سوزی که داوطلبانه تصمیم گرفت با آن بازی کند» سوزانده شد زیرا صنعت بازی دیگر در حاشیه فرهنگ عامه نیست.

## اقدامات قانونی
در اکتبر ۲۰۱۳، هنرمند هیپ هاپ، داز دیلینگر، نامه ای توقف به Rockstar Games و Take Two Interactive به اتهام استفاده بدون اجازه از دو آهنگ خود صادر کرد. شخصیت تلویزیونی آمریکایی به اسم کارن گروانو، از برنامه تلویزیونی Mob Wives در فوریه ۲۰۱۴ از راکستار گیمز شکایت کرد و ادعا کرد که یکی از شخصیت‌های این بازی بر اساس شباهت و داستان او بنا است و بدون رضایت او به تصویر کشیده شده‌است. راکستار برای رد دادخواست او در ماه آوریل اقدام کرد و اظهار داشت که این ادعاها با متمم اول قانون اساسی ایالات متحده آمریکا رد شده‌است. در ماه ژوئیه، لیندزی لوهان، بازیگر آمریکایی، نیز با طرح ادعای حقوقی، ادعا کرد که عناصر موجود در بازی، از جمله شخصیت لسی جوناس، تحت تأثیر تصویر، صدا و لباس او بدون اجازه قرار گرفته‌اند. راک استار در مقالاتی در دادگاه که خواستار رد پرونده شد، پاسخ داد و گفت که این پرونده خسته کننده است و برای اهداف تبلیغاتی تشکیل شده‌است. در سال ۲۰۱۶، هر دو دادخواست رد شد.